# Jarosław Józefowicz
Jarosław Wojciech Józefowicz (ur. 1950 w Toruniu) – polski inżynier i menedżer, wieloletni prezes zarządu i dyrektor generalny Toruńskich Zakładów Materiałów Opatrunkowych (TZMO).

## Życiorys
Ukończył studia na Wydziale Włókienniczym Politechniki Łódzkiej oraz na Wydziale Nauk Ekonomicznych Uniwersytetu Mikołaja Kopernika w Toruniu. Od 1978 zawodowo związany z TZMO, w 1981 został prezesem tego przedsiębiorstwa państwowego. W 1991 był inicjatorem przeprowadzenia prywatyzacji tego zakładu, w wyniku której doszło do jednej z największych tzw. prywatyzacji pracowniczych. TZMO przekształcono w spółkę akcyjną, której akcjonariuszami stali się dotychczasowi pracownicy. Zarządzane przez Jarosława Józefowicza Toruńskie Zakłady Materiałów Opatrunkowych jeszcze w latach 90. stały się jedną z największych firm w branży środków higienicznych, m.in. nowo wprowadzona marka podpasek Bella obejmowała na koniec tej dekady ponad 70% rynku krajowego. Firma zaczęła też intensywną działalność eksportową, m.in. na rynkach Europy Środkowej i Wschodniej. W 2012 Toruńskie Zakłady Materiałów Opatrunkowych stanowiły już międzynarodowy holding, kontrolujący około 50 przedsiębiorstw w kilkunastu państwach, zatrudniających łącznie około 7,4 tys. pracowników.
W 2011 prezydent Bronisław Komorowski odznaczył go Krzyżem Komandorskim Orderu Odrodzenia Polski. Jarosław Józefowicz był także wielokrotnie wyróżniany za swoje osiągnięcia menedżerskie, m.in. tytułem „Menedżera Roku 2001”, medalem im. Tadeusza Kotarbińskiego w 2006 i tytułem „Ambasadora Regionu" w 2012.
Jest członkiem Akademii Inżynierskiej w Polsce.